# Дегереський сільський округ
Дегере́ський сільський округ (каз. Дегерес ауылдық округі, рос. Дегересский сельский округ) — адміністративна одиниця у складі Жамбильського району Алматинської області Казахстану. Адміністративний центр — село Дегерес.
Населення — 3285 осіб (2021; 3574 у 2009, 3317 у 1999, 3842 у 1989).
Станом на 1989 рік існувала Дегереська сільська рада (села Булак, Дегерес, Покровка, Таргап), села Карла Маркса та Сергієвка перебували у складі Беріктаської сільради. Пізніше село Таргап було передане до складу Самсинського сільського округу.

## Склад
До складу округу входять такі населені пункти:
| Населений пункт | Стара назва  | Населення, осіб (1989) | Населення, осіб (1999) | Населення, осіб (2009) | Населення, осіб (2021) |
| --------------- | ------------ | ---------------------- | ---------------------- | ---------------------- | ---------------------- |
| Бесмойнак, село | Сергієвка    | 1116                   | 1091                   | 1204                   | 1207                   |
| Булак, село     | -            | 121                    | 140                    | 184                    | 129                    |
| Дегерес, село   | -            | 2000                   | 1486                   | 1559                   | 1156                   |
| Караарша, село  | Карла Маркса | 152                    | 159                    | 195                    | 236                    |
| Сункар, село    | Покровка     | 453                    | 441                    | 432                    | 557                    |